# Hans Severus Ziegler
„”Hans Severus Ziegler (ur. 13 października 1893 w Eisenach, zm. 1 maja 1978 w Bayreuth) – niemiecki publicysta, dyrektor artystyczny, nauczyciel i funkcjonariusz nazistowski.

## Życiorys
Urodzony w Eisenach jako syn kupca i bankiera Severusa Zieglera i amerykanki. Jego siostra Eva wyszła później za dramaturga Otto Erlera.
Nauki pobierał w gimnazjach w Dreźnie i Zittau. Przed wybuchem I wojny światowej służył w armii jako jednoroczny ochotnik, jednak z powodu choroby uznany został za niezdolnego do służby. Do stycznia 1919 służył w szpitalu polowym. Później podjął studia germanistyki, historii, historii sztuki i filozofii w Jenie, Greifswaldzie i Cambridge.
W 1925, pod namową swojego mentora Adolfa Bartelsa, napisał rozprawę doktorską „Friedrich Hebbel und Weimar“.
W latach 1922–1923 pracował w Weimarze jako sekretarz historyka literatury Adolfa Bartelsa i był jednocześnie redaktorem miesięcznika „Deutsches Schrifttum”. W roku 1924 został założycielem i wydawcą politycznego tygodnika „Der Völkische”, z którego powstał dziennik „Der Nationalsozialist”. Od 31 marca 1925 był członkiem NSDAP z niskim numerem członkowskim (numer partyjny 1317). Między 1925 i 1931 był zastępcą gauleitera NSDAP w Turyngii, a w latach 1930-31 referentem Wilhelma Fricka w tamtejszym ministerstwie szkolnictwa ludowego.
Na jego wniosek, na zjeździe NSDAP w 1926 roku, młodzieżowa organizacja nazistowska otrzymała nazwę Hitler-Jugend.
Od roku 1928 kierował Narodowo-socjalistycznym Związkiem Walki o Niemiecką Kulturę.
W roku 1933 powołany został na członka rządu Turyngii. Działał też jako przewodniczący fundacji Schillera i senator do spraw kultury Rzeszy. W roku 1936 został dyrektorem artystycznym Teatru Narodowego w Weimarze i państwowym komisarzem turyńskiego teatru krajowego. W 1935 został na krótko urlopowany z powodu dochodzenia z paragrafu 175, które było prowadzone przeciwko niemu. Zarzuty zostały jednak obalone.

## Wystawa "Entartete Musik"

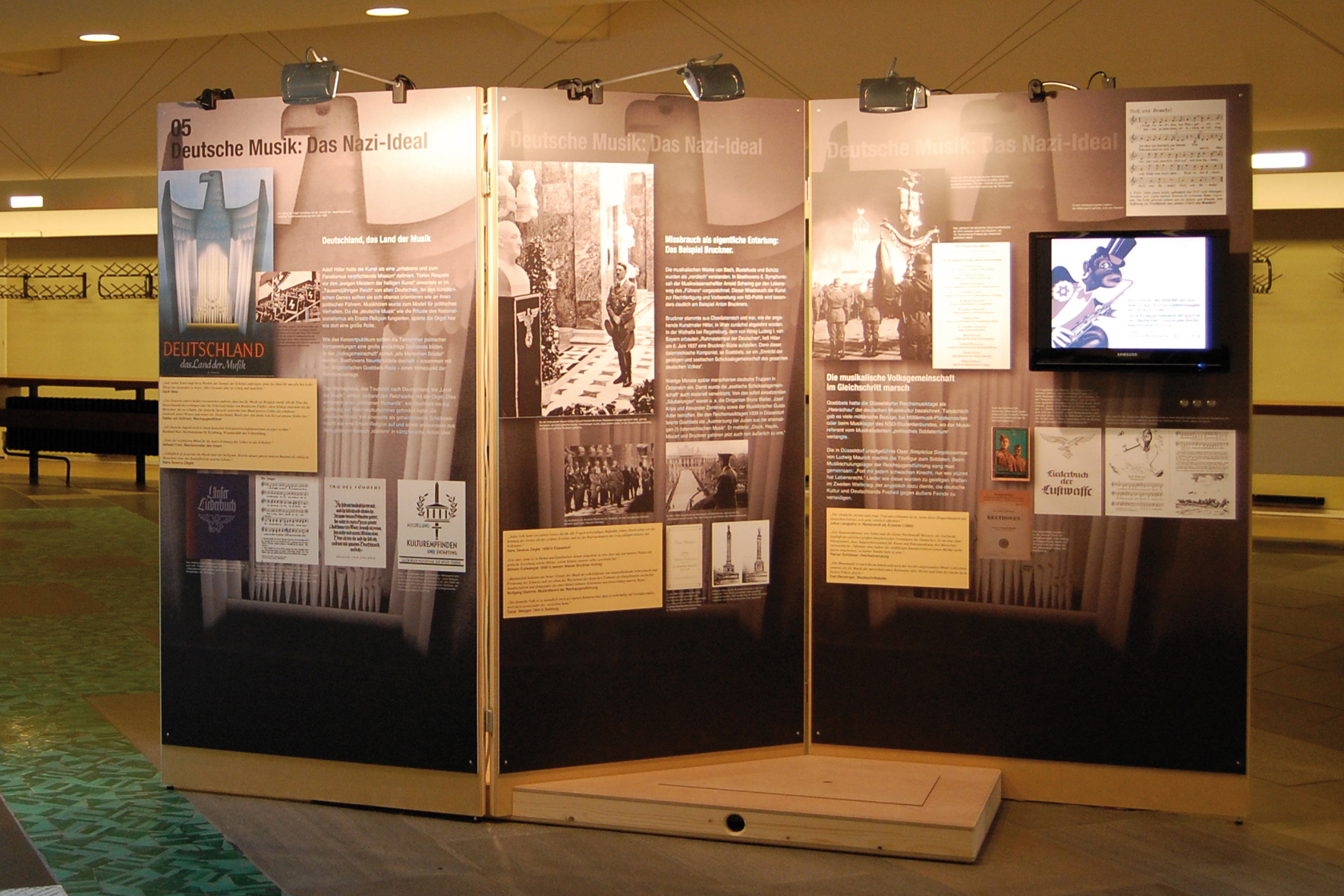
Fragment zrekonstruowanej w 2007 roku wystawy Entartete Musik, której wersję pokazywaną w Niemczech zatytułowano Das verdächtige Saxophon – podejrzany saksofon

W ramach "Muzycznych Dni Rzeszy" Reichsmusiktage w roku 1938 w Düsseldorfie, na których swój utwór Festliches Präludium dyrygował Richard Strauss, Hans Severus Ziegler zorganizował w nawiązaniu do monachijskiej wystawy Entartete Kunst – (sztuka zdegenerowana) z 1937 (z której twórcą Adolfem Ziglerem nie był spokrewniony), wystawę Entartete Musik – muzyka zdegenerowana. Polemizował na niej z jazzem i muzyką twórców żydowskich oraz żądał usunięcia jej z niemieckiego życia muzycznego.

## Po II wojnie światowej
W radzieckiej strefie okupacyjnej (i późniejszej NRD) pisma tego autora zostały w znakomitej większości wpisane na listę literatury zakazanej. Po zakończeniu wojny Ziegler pracował najpierw jako dystrybutor porcelany dla restauracji, później jako nauczyciel prywatny w Essen. W latach 1952–1954 był tam kierownikiem prywatnego teatru. Następnie do roku 1962 był wychowawcą i nauczycielem w internacie dr Simensa na wyspie Wangerooge na Morzu Północnym. Uczył też wtedy w prywatnym, później upaństwowionym, gimnazjum na wyspie języków niemieckiego i angielskiego. Poza tym prowadził szkolną grupę teatralną, która dawała rokrocznie w sali kinowej swoje przedstawienia, takie jak: "Porwanie Sabinek", "Wilhelm Tell", czy "Proces o cień Elzy" Dürrenmatta. Udzielał się też jako aktor, najczęściej w głównych rolach. Jednocześnie był aktywnym członkiem ekstremalnie prawicowej organizacji Deutsches Kulturwerk Europäischen Geistes. Po przejściu na emeryturę, publikował książki i wykłady w kręgu pism ekstremalnie prawicowych. Mieszkał do śmierci w Bayreuth. Zmarł bezdzietnie.

## Literatura
- „Entartete Musik“ 1999. Eine Antwort auf Hans Severus Ziegler, hrsg. v. Wolfram Huschke u. Claas Cordes. Weimar 1999. ISBN 3-86068-109-5
- Jens Malte Fischer: Richard Wagners 'Das Judentum in der Musik. Eine kritische Dokumentation als Beitrag zur Geschichte des Antisemitismus, Frankfurt am Main : Insel 2000. (= Insel-Taschenbuch; 2617; Kulturgeschichte) ISBN 3-458-34317-2
- Albrecht von Heinemann: Hans Severus Ziegler, Weimar : Fink 1933.